# Quiosc Girossi
El quiosc Girossi va ser un projecte no realitzat de local comercial per a vies públiques de Barcelona, dissenyat el 1878 per l'arquitecte Antoni Gaudí, que feia poc que havia acabat la carrera. Va ser un encàrrec del comerciant Enrique Girossi de Sanctis, i hauria consistit en vint quioscs repartits per tota la ciutat, cadascun dels quals hauria inclòs uns serveis públics, una botiga de flors i uns panells de cristall per a publicitat, a més de rellotge, calendari, baròmetre i termòmetre. Gaudí va concebre una estructura de pilars de ferro i plaques de marbre i cristall, coronat per una gran marquesina de ferro i cristall, amb un sistema d'il·luminació de gas.

## Història
Antoni Gaudí (Reus o Riudoms, 1852-Barcelona, 1926) va cursar arquitectura a l'Escola de la Llotja i a l'Escola Tècnica Superior d'Arquitectura de Barcelona, on es va graduar el 1878. Una vegada obtingut el títol d'arquitecte, els seus primers treballs van ser uns fanals per a la plaça Reial, el projecte de quioscos Girossi, la vitrina per a la guanteria Comella i el mobiliari per a la capella-panteó del Palau de Sobrellano a Comillas (Cantàbria), tots del mateix any de la seva graduació, així com la Cooperativa Obrera Mataronesa (1878-1882), que va ser el seu primer encàrrec important, encara que no es va arribar a materialitzar en el seu conjunt, ja que només es va construir una nau.

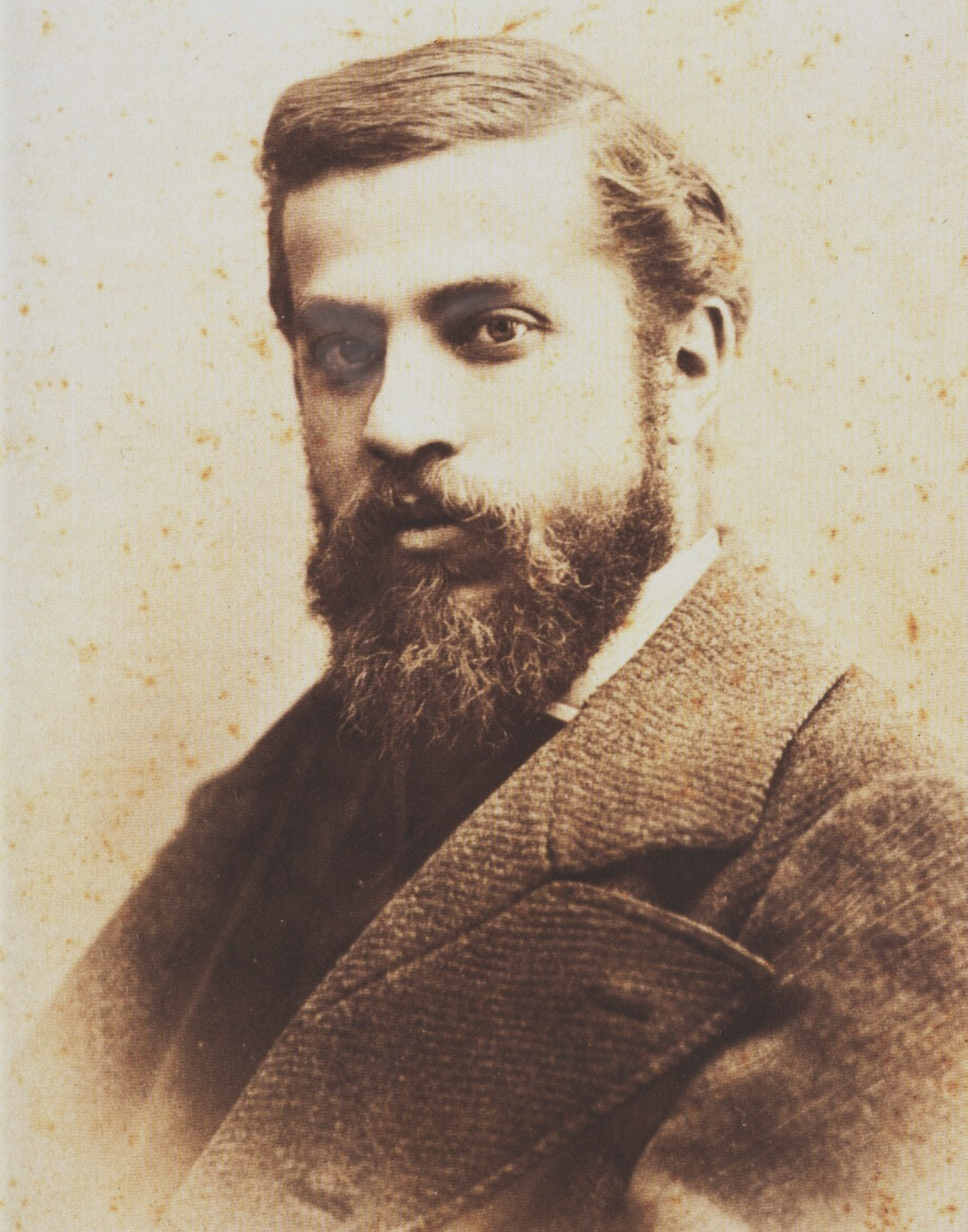
Antoni Gaudí

El maig del 1878, acabat de titular, Gaudí va rebre l'encàrrec per a uns locals de venda de flors i serveis públics que haurien estat repartits per la Ciutat Comtal, de part d'Enrique Girossi de Sanctis, un comerciant radicat al carrer Mendizábal (actualment Junta de Comerç), 30. Girossi va presentar la sol·licitud per a la concessió el 20 de maig, acompanyada d'un pressupost, així com una memòria i un dibuix elaborats per Gaudí i datats el 14 de maig. El cost de cada quiosc s'estimava en 8.500 pessetes.
La memòria estava redactada en un estil ampul·lós propi del segle xix i s'hi defensava que la cultura d'una ciutat no se circumscrivia únicament a l'educació dels seus ciutadans, sinó també a la higiene de les seves vies públiques i la qualitat estètica de les seves edificacions, qualitats ambdues que complien els quioscos. L'arquitecte va elaborar un detallat dibuix a la aiguada a escala 1:24, conservats a l'Arxiu Històric de la Ciutat de Barcelona.
L'estructura, dissenyada en marbre, ferro i cristall, mesurava 4 m de llarg, 2,40 m d'ample i 4 m d'altura, i incloïa vuit reverbers de gas dins d'uns globus de cristall amb forma de gerro. Al costat de la floristeria i els serveis hauria inclòs diversos aparells d'utilitat pública, com a rellotge, baròmetre i termòmetre. Els plafons per a publicitat haurien inclòs informació de correus, ferrocarrils i vaixells.
Els quioscos haurien tingut un sòcol de marbre, del qual partirien unes columnes de ferro colat que sostindrien la marquesina superior. En la seva part inferior, uns plats de ferro colat acollirien els tests per a les flors, regades amb una fina pluja artificial que cauria d'uns aspersors situats en els fustos de les columnes. Entre aquestes columnes hi hauria unes plaques de marbre de 1,70 m d'altura, sobre les quals se situarien els plafons de cristall per a publicitat. En la part superior de les dues columnes centrals, just sota la marquesina, hi hauria una placa rectangular que acolliria el rellotge i, a banda i banda, un calendari, així com termòmetre i baròmetre en la part inferior d'aquesta placa. El quiosc es tancaria amb una planxa de ferro encastada en el terra.
La ubicació dels 20 quioscos hauria estat la següent: Rambla del Centre, un davant del Cafè Nacional i un altre davant de la Casa Subiela); Rambla de Sant Josep davant del Palau de la Virreina; Rambla dels Estudis davant de l'antic Seminari; Rambla de Canaletes; dos a l'inici del passeig de Gràcia (actualment plaça de Catalunya); dos a la zona mitjana del mateix passeig, a l'alçada de la Gran Via i el carrer d'Aragó; plaça de Sant Agustí; plaça de la Universitat; plaça Nova; carrer de Pau Claris; plaça de Jonqueres (actualment d'Urquinaona); ronda de Sant Antoni davant dels Escolapis; passeig d'Isabel II (actualment avinguda del Marquès de l'Argentera) davant de la Duana; plaça de Sant Sebastià (actualment d'Idrissa Diallo), mercat del Born, passeig de Sant Joan i plaça Reial.
La proposta preveia una concessió a 50 anys de l'espai públic, la qual cosa no va convèncer inicialment a les autoritats municipals. Malgrat tot, després d'un detallat estudi, el projecte va ser aprovat pel consistori. El 18 d'agost de 1879, l'Ajuntament va requerir a l'empresari perquè indiqués les ubicacions i demanés els permisos d'obres, el qual va respondre el 14 d'octubre al·legant problemes familiars per al retard, però donant les direccions previstes. Aquestes direccions van ser objecte de disputa amb el cap de Serveis viaris i Conduccions, José María Jordán, però finalment van arribar a un acord el 5 de maig de 1879. El 23 d'agost d'aquest any, Girossi va demanar l'exempció total d'impostos, la qual cosa va allargar de nou el procés. Finalment, l'empresari va entrar en fallida i, el 17 de desembre de 1880, el Jutjat Municipal de Gràcia va embargar la concessió. El 1883, Girossi va encarregar un nou projecte a l'arquitecte Manuel Comas i Thos, que tampoc es va realitzar.